# Charte de Victoria
La Charte de Victoria était un ensemble d'amendements à la Constitution du Canada proposés en 1971. Ce document représentait une tentative du premier ministre du Canada Pierre Elliott Trudeau de rapatrier la constitution et d'y ajouter une charte des droits et libertés, qui fut vouée à l'échec; il réussit finalement en 1982, sans l'accord du Québec, avec la promulgation de la Loi constitutionnelle de 1982.

## Composition
La première partie de la Charte était consacrée aux libertés politiques.  Les libertés fondamentales - liberté de conscience et de religion, liberté d'expression et liberté d'association - sont garanties (art. 1), tout comme le droit de vote universel (art. 4), qui ne peut être limité en vertu de principes discriminatoires tels que la race, la religion ou le sexe (art. 5).  La Loi peut encadrer les libertés fondamentales lorsque l'intérêt public l'exige et selon des balises justifiables dans une société libre et démocratique (art. 3).  Les mandats parlementaires de la Chambre des communes et des Législatures provinciales sont limités à cinq ans maximum (art. 6 et 7).
La deuxième partie est consacrée aux droits linguistiques.  L'anglais et le français sont les deux langues officielles du Canada (art. 10).  Les deux langues peuvent être utilisées au Parlement du Canada, ainsi que dans les Législatures de sept provinces (art. 11).  Les lois sont publiées en français et en anglais ; si une seule version existe, le gouvernement du Canada en produit la traduction qui aura aussi valeur officielle (art. 12-13).  La Cour suprême du Canada ainsi que les tribunaux du Québec, du Nouveau-Brunswick et de Terre-Neuve exercent leurs travaux également dans les deux langues officielles (art. 14).  Tout individu peut être servi en français ou en anglais, à son choix, lorsqu'il communique avec l'administration du Canada ou celle de cinq des dix provinces canadiennes (art. 15).
La troisième partie indique que le Canada se compose de dix provinces et deux territoires (art. 20).
La quatrième partie porte sur la Cour suprême du Canada.  Celle-ci se compose d'un juge en chef et de huit autres juges (art. 23).  Trois de ces juges au moins doivent avoir précédemment été admis au Barreau du Québec (art. 25).  Nul ne peut être nommé juge sans l'accord commun du Procureur général du Canada et du Procureur général de la province dont il est issu (art. 28).  Si une question relevant du Code civil du Québec est soumise à la Cour suprême, celle-ci est alors étudiée par un groupe restreint de 4 ou 5 juges, dont obligatoirement trois juges admis précédemment au Barreau du Québec (art. 39).
La cinquième partie maintient le pouvoir du Parlement du Canada de créer des tribunaux inférieurs à la Cour suprême (art. 43).
La neuvième partie porte sur le processus de modification de la Constitution du Canada.  Pour procéder à une révision constitutionnelle, il faudrait obligatoirement l'accord du Sénat, de la Chambre des communes ainsi que d'une majorité de provinces dont :  
- Toutes provinces comptant ou ayant comptées 25 % de la population canadienne (Québec et Ontario) ;
- Au moins deux provinces maritimes ;
- Au moins deux provinces de l'Ouest, dont la population combinée représentent au moins 50 % de la population totale de l'ensemble de ces quatre provinces (art. 49).

## Rejet par le gouvernement du Québec
La Charte fut ultimement rejeté le 23 juin 1971 par le gouvernement du Québec.  Le premier ministre Robert Bourassa a fait savoir qu'il ne pouvait recommander à l'Assemblée nationale du Québec d'approuver ce projet de modification constitutionnelle pour les raisons suivantes :  
- Aucun nouveau partage des pouvoirs constitutionnels n'était prévu dans la Charte[1],
- Des doutes subsistent par rapport aux articles portant sur la sécurité du revenu, ouvrant la porte à de fréquentes contestations judiciaires[2].

Estimant nécessaire «de convenir dans toute la mesure du possible de textes constitutionnels clairs et précis évitant ainsi de transporter au pouvoir judiciaire la responsabilité qui appartient avant tout au pouvoir politique, c’est-à-dire aux élus du peuple» et sensibles aux pressions des milieux nationalistes au sein de son cabinet et dans la société québécoise en général, Bourassa décida ultimement de révoquer l'accord initial qu'il avait donné au nom du gouvernement québécois.